# خاور نو
خاور نو یک روزنامه فارسی‌زبان در ایران بود که طی سال‌های، ۱۳۲۳–۱۳۲۴ در تبریز چاپ می‌شد و فعالیت می‌کرد. محمود ترابی سردبیر این روزنامه بود. خاور نو به عنوان ارگان منطقه‌ای حزب توده پس از اخراج از حزب علی شعبی‌داری، سردبیر روزنامه سابق توده در منطقه در آذربایجان، تأسیس شد. شبستری سردبیر سابق این روزنامه را به دلیل ترویج ملی‌گرایی آذری اخراج کرده بودند. خاور نو با حمایتِ اتحاد جماهیر شوروی به چاپ می‌رسید.